# Turritella gilletti
Turritella gilletti is een slakkensoort uit de familie van de Turritellidae. De wetenschappelijke naam van de soort is voor het eerst geldig gepubliceerd in 1974 door Garrard.